# Piazza del Campidoglio

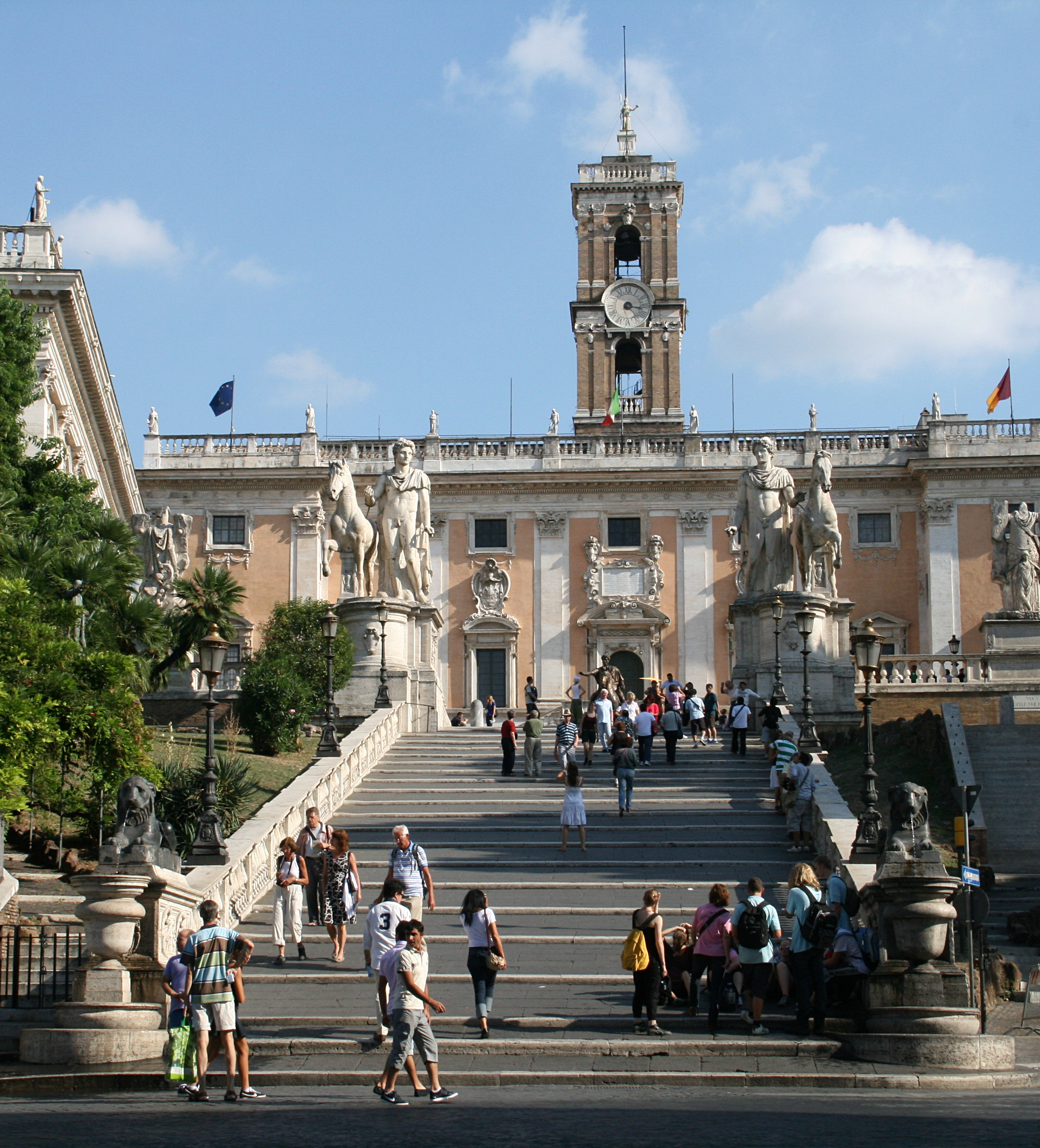
La "Cordonata" di accesso alla piazza del Campidoglio, con le statue dei Dioscuri.

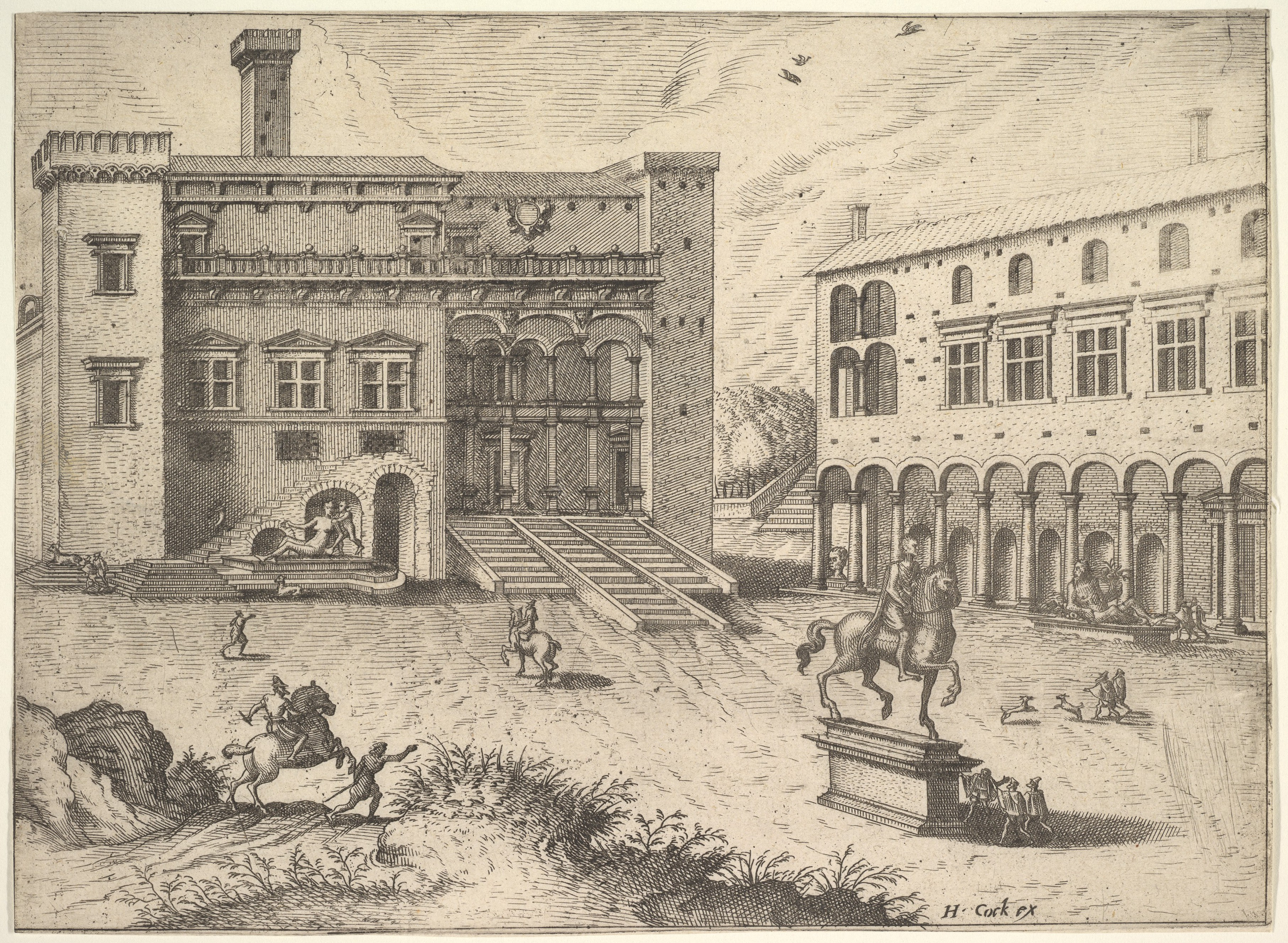
L'area del Campidoglio con gli interventi di Michelangelo appena iniziati, 1562

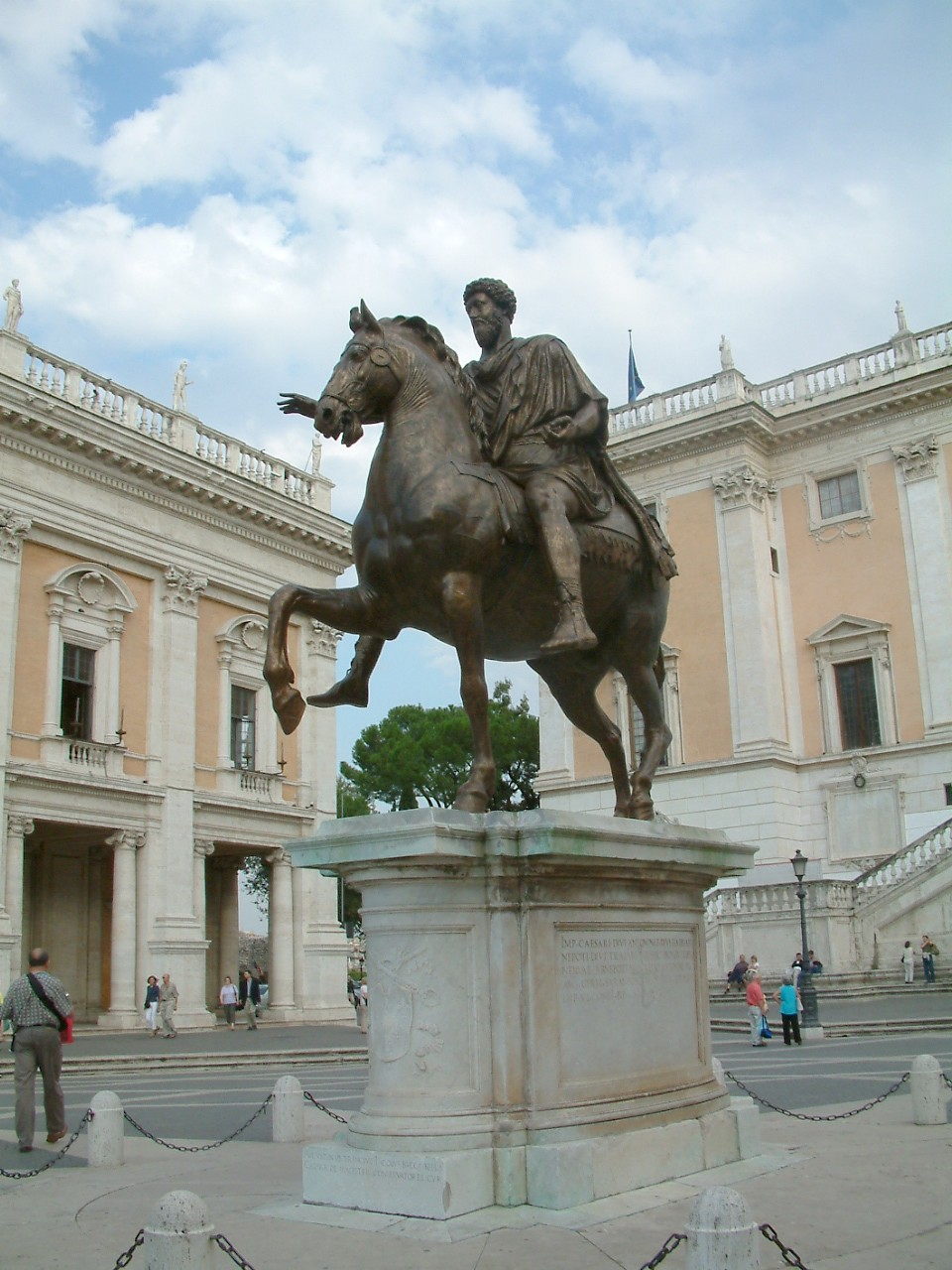
La copia della statua equestre di Marco Aurelio, al centro della piazza del Campidoglio.

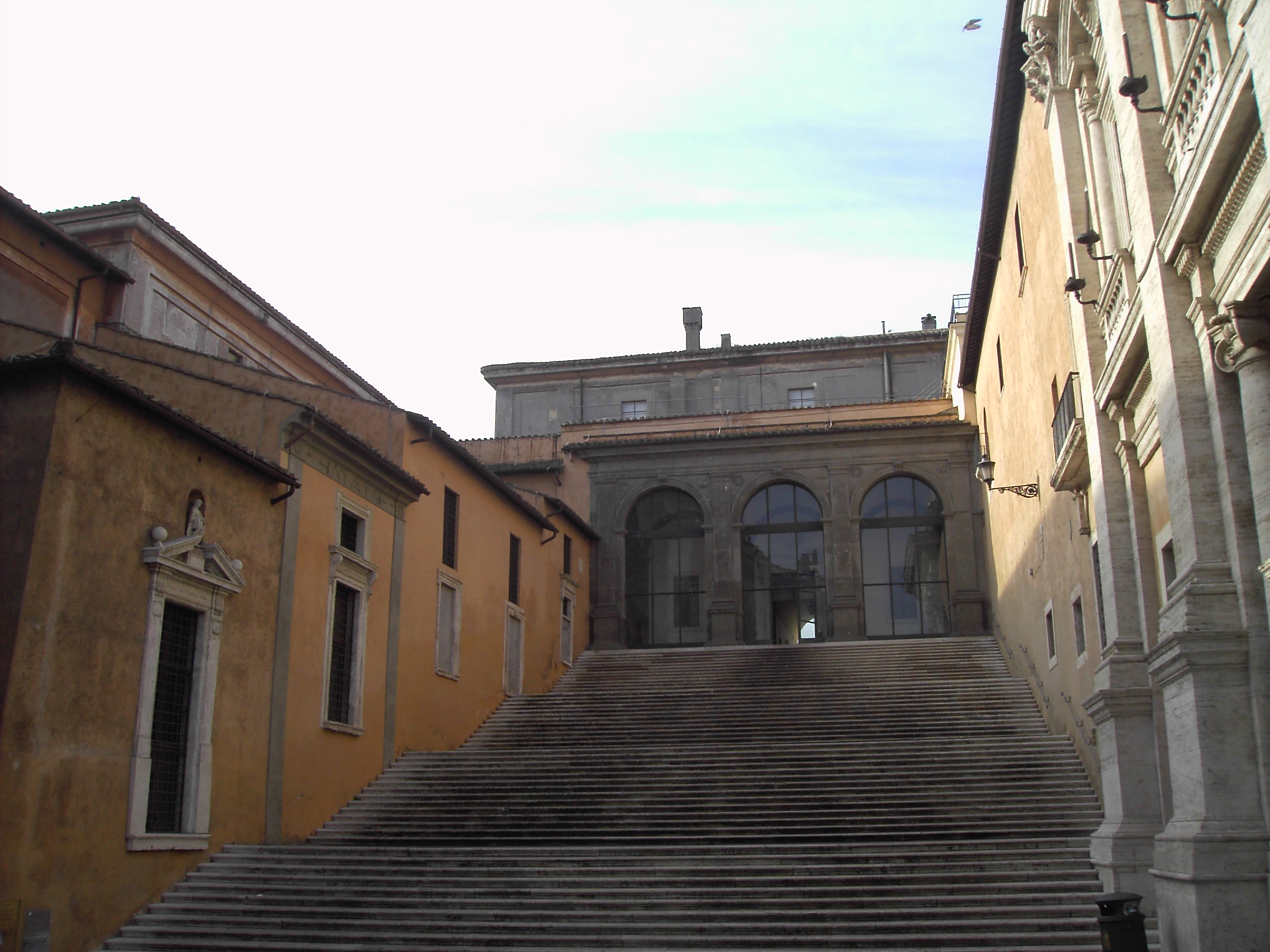
Portico del Vignola

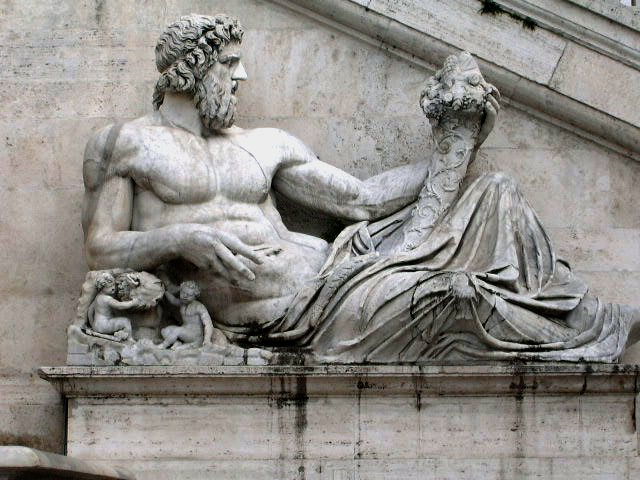
La statua del "Tevere", originariamente il "Tigri".

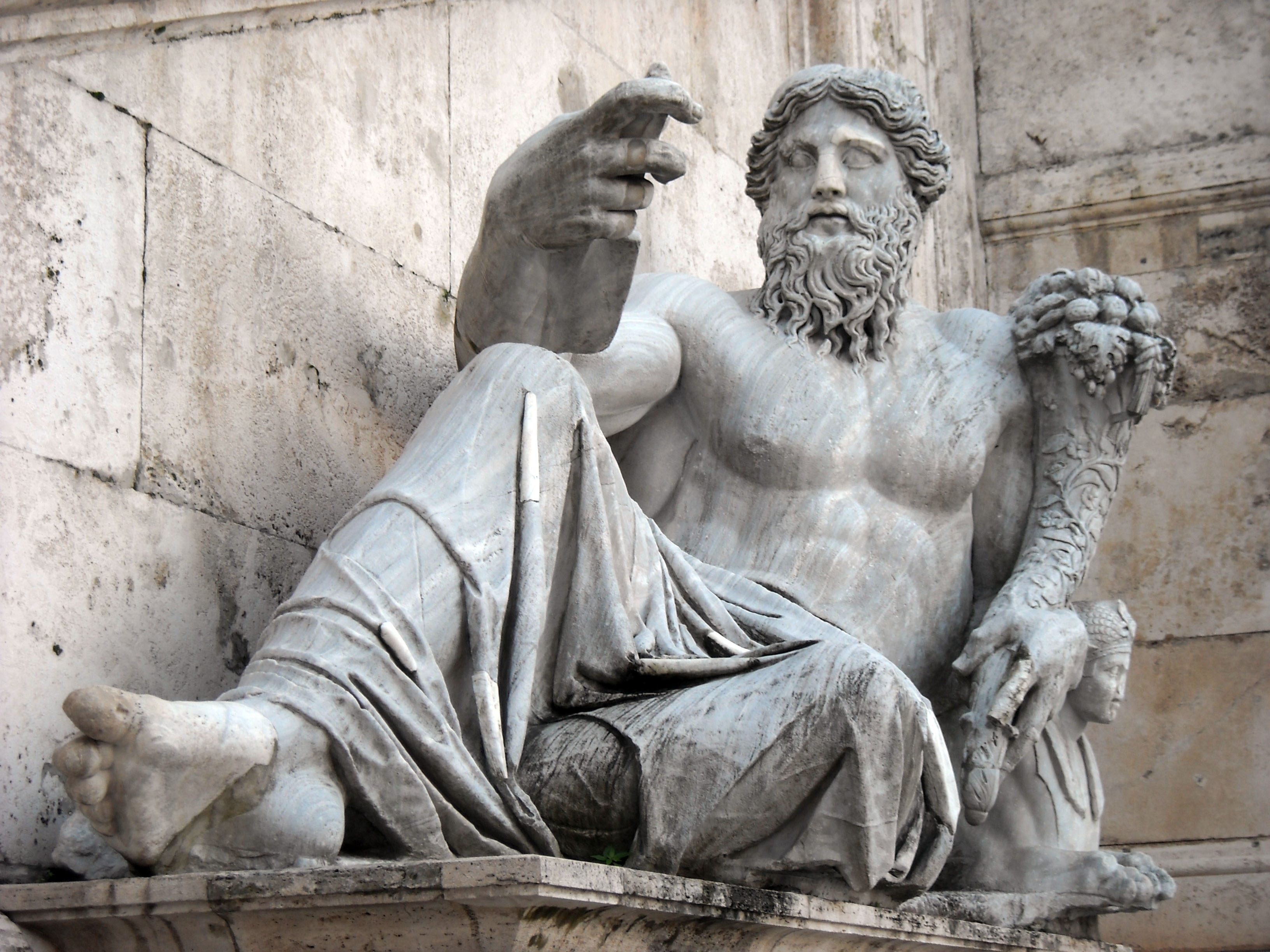
La statua del "Nilo"

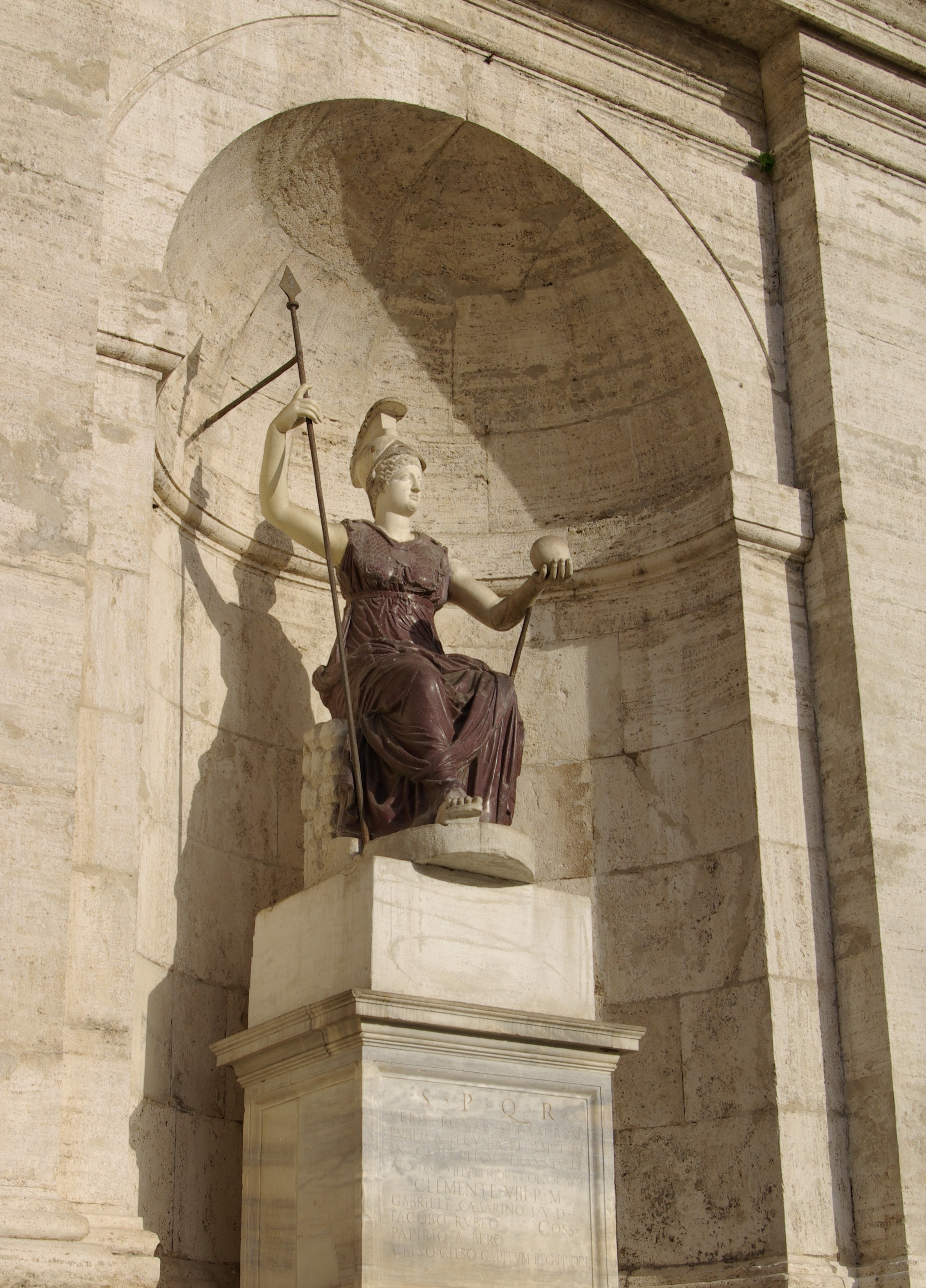
La statua della "dea Roma"

Piazza del Campidoglio è una piazza monumentale posta sulla cima del colle Campidoglio a Roma. Sorge sull'Asylum – la depressione situata tra l'Arx e il Capitolium, le due sommità del Campidoglio – e sotto di essa si trova il Tabularium, visibile dal Foro Romano. Nonostante un iniziale abbandono nel primo Medioevo, il Tabularium, già nel XII secolo, era stato scelto come sede del Comune. Importanti lavori furono eseguiti durante il pontificato di Niccolò V, ma la piazza assunse l'attuale assetto nel XVI secolo, quando Paolo III ne commissionò a Michelangelo Buonarroti il totale rifacimento in occasione della visita a Roma dell'imperatore Carlo V. Il progetto previde il rifacimento delle facciate del Palazzo Senatorio, costruito pochi anni prima sui ruderi del Tabularium, e del Palazzo dei Conservatori, la costruzione del Palazzo Nuovo e l'aggiunta di diverse sculture e statue, tra cui quella di Marco Aurelio, posta al centro della piazza, e quelle raffiguranti il Tevere e il Nilo.

## Storia

### Preesistenze
Fin dal Medioevo l'area del Campidoglio fu sede dell'amministrazione civile della città. Sui resti del Tabularium sorgeva un fortilizio della famiglia Corsi, di cui si impadronì nel 1114 il popolo romano; fu destinato a sede del senato cittadino ed ingrandito nel XIV secolo. Lo spiazzo sterrato antistante, che ospitava le adunanze di popolo, era fiancheggiato da edifici destinati a sede dei Banderesi, cioè dei capitani della milizia cittadina.

### Bernardo Rossellino
Nel 1453, papa Niccolò V fece costruire al Rossellino il Palazzo dei Conservatori, ristrutturando pesantemente le Case dei Banderesi per realizzare la sede della nuova magistratura. Rossellino realizzò un edificio con un portico ad archi a tutto sesto al piano terra e una facciata con finestre crociate e logge binate; venne conservato l'orientamento delle preesistenze, seguendo intenti chiaramente prospettici, secondo un principio progettuale identico a quello che Rossellino attuò successivamente a Pienza, realizzando una piazza trapezoidale. I lavori di rifacimento coinvolsero anche il Palazzo Senatorio, ma furono interrotti dalla morte del pontefice.
Il Palazzo dei Conservatori fu quasi completamente demolito nel 1540 da Michelangelo, ma la sistemazione quattrocentesca risulta documentata nei disegni di Maarten van Heemskerck eseguiti tra il 1536 ed il 1538.

### Michelangelo Buonarroti
Nel 1534-38 Michelangelo Buonarroti riprogettò completamente la piazza, disegnandola in tutti i particolari e facendola volgere non più verso il Foro Romano ma verso la basilica di San Pietro, che rappresentava il nuovo centro politico della città.
Si racconta che la risistemazione della piazza gli fu commissionata dall'allora papa Paolo III, il quale si era vergognato dello stato in cui versava il celebre colle (già dal Medioevo il luogo era in un tale stato di abbandono da essere chiamato anche "colle caprino", in quanto era utilizzato per il pascolo delle capre) dopo il percorso trionfale organizzato a Roma in onore di Carlo V nel 1536.
Michelangelo conservò l'orientamento obliquo delle preesistenze, ottenendo uno spazio aperto a pianta leggermente trapezoidale (il Palazzo Senatorio e quello dei Conservatori formano un angolo di 80°), sulla quale allineò le nuove facciate, al fine di espandere la prospettiva verso il fuoco visivo costituito dal Palazzo Senatorio. A tale scopo, ebbe l'idea di costruire un nuovo palazzo - detto per questo Palazzo Nuovo - per chiudere la prospettiva verso la basilica di Santa Maria in Aracoeli e di pavimentare la piazza così ottenuta eliminando lo sterrato esistente.
Ridisegnò il Palazzo dei Conservatori, togliendo tutte le strutture precedenti e armonizzandolo con il Palazzo Senatorio. A quest'ultimo aggiunse una doppia scalinata che serviva per accedere al nuovo ingresso, non più rivolto verso i fori ma verso la piazza; ne modificò anche la facciata, allo scopo di uniformarla a quella del Palazzo dei Conservatori e a quella del Palazzo Nuovo rivolta verso la chiesa di S. Maria dell'Aracoeli, inserendo paraste di ordine gigante (che comparve per la prima volta negli edifici pubblici), un cornicione con balaustra (altro elemento di novità) e una torre.
Al Palazzo dei Conservatori aggiunse una facciata a portico e anche qui inserì paraste di ordine gigante (che la scandisce in modo ritmico e regolare) e un cornicione balaustrato con statue.
Buonarroti progettò anche la scalinata della Cordonata e la balaustra da cui ci si affaccia alla sottostante piazza d'Aracoeli.
La statua equestre di Marco Aurelio in bronzo dorato, precedentemente situata in Piazza San Giovanni (dove ora si trova l'obelisco), venne posizionata al centro della piazza dallo stesso Michelangelo, a cui Paolo III aveva commissionato di studiarne la precisa collocazione; la statua originale, dopo un lungo restauro che ha anche riportato alla luce tracce di doratura, è oggi conservata nei Musei Capitolini, mentre sulla piazza è stata collocata una sua copia.
I lavori andarono così a rilento che Michelangelo (morto nel 1564) poté vedere il compimento solo della doppia scalinata che fungeva da nuovo accesso al Palazzo Senatorio, con il posizionamento delle due statue raffiguranti il “Nilo” e il “Tevere”. La facciata e la sommità della torre erano ancora incompleti, mentre il Palazzo Nuovo non era neanche stato iniziato.

### Giacomo Della Porta
I lavori furono comunque completati secondo le linee guida del progetto originale michelangiolesco.
Se ne occupò in particolare Giacomo Della Porta, a cui si deve il rifacimento del Palazzo dei Conservatori e il completamento della facciata del Palazzo Senatorio, incluso il posizionamento, nella nicchia centrale, di una statua di Atena prelevata dal Palazzo dei Conservatori, che però nel 1593 fu sostituita con un'altra statua di Atena molto più piccola (tanto che dovette essere posizionata su tre piedestalli per adattarla alle dimensioni della nicchia), in porfido rosso e marmo bianco, riconvertita come allegoria della dea Roma.
Quando, alla fine del 1587, la diramazione del nuovo acquedotto dell'"Acqua Felice" raggiunse il Campidoglio, papa Sisto V indisse un concorso pubblico (escludendo deliberatamente Della Porta, a riprova dei difficili rapporti esistenti tra i due) per la realizzazione di una fontana sulla piazza. Risultò vincitore il progetto di Matteo Bartolani: si trattava di un progetto grandioso, che però venne realizzato solo in parte con la costruzione di due vasche, una interna all'altra, addossate al centro della facciata del Palazzo Senatorio, tra le statue dei due fiumi e sotto il nicchione contenente Atena, di forma rettangolare con il lato più lungo lobato.
Ma Della Porta pensava a una diversa sistemazione della piazza. In quel periodo stava anche lavorando alla fontana in piazza San Marco, che prevedeva, come sfondo, l'imponente statua di Marforio; dopo pochi giorni dal posizionamento, la statua venne però riportata in cima al Campidoglio, da dove proveniva. È possibile che Della Porta, con un repentino ripensamento, abbia voluto proporre al Papa un'alternativa al progetto di Bartolani, che stravolgeva il disegno michelangiolesco originario: pensò infatti di utilizzare Marforio come sfondo per un'imponente fontana, che avrebbe chiuso il lato sinistro della piazza, quello verso la basilica di Santa Maria in Ara Coeli, al posto del Palazzo Nuovo. Il Papa non ne volle sapere, confermò il progetto di Bartolani e Marforio rimase parcheggiato sulla piazza.
Le uniche due fontane che, nel 1588, Della Porta riuscì a realizzare per il Campidoglio sono i due leoni di basalto ai lati della base della cordonata, trasferiti nel 1582 dai resti del “Tempio di Iside”, completati con due vasi in marmo appositamente costruiti per raccogliere l'acqua. I due leoni originali, trasferiti nel 1885 nei Musei Vaticani, vennero poi ricollocati al loro posto nel 1955.
Solo nel 1594, con papa Clemente VIII, Giacomo Della Porta poté realizzare la "sua" fontana di Marforio (tra l'altro, la sua ultima opera): l'intero gruppo scultoreo fu inserito in una vasca uguale a quelle utilizzate alla base del Palazzo Senatorio, davanti a un imponente prospetto. La struttura venne però smantellata una cinquantina d'anni più tardi, quando si cominciarono i lavori per l'edificazione del Palazzo Nuovo, e ricostruita poi nel 1734 nel cortile del palazzo, dove si trova attualmente, ma senza il prospetto dellaportiano.

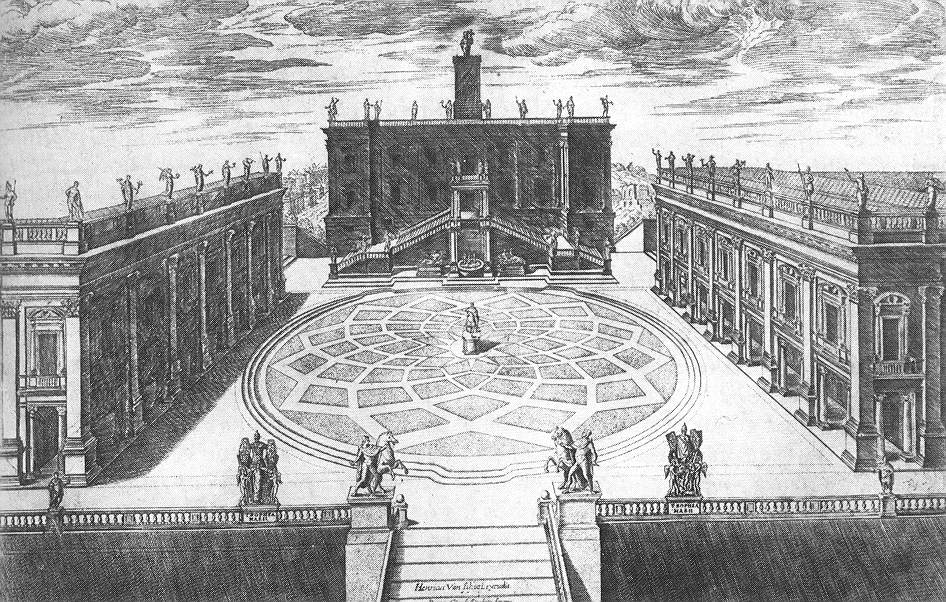
Incisione di Étienne Dupérac, riproducente il disegno michelangiolesco della pavimentazione su cui si è basato Antonio Muñoz per realizzare nel 1940 la pavimentazione attuale.

Moneta italiana da €0,50.

### Interventi conclusivi
La piazza fu terminata nel XVII secolo, anche se la pavimentazione fu realizzata da Antonio Muñoz solo nel 1940, secondo il progetto originale michelangiolesco dedotto da una stampa di Étienne Dupérac.
La Cordonata è ornata da diverse opere scultoree. Oltre alle statue dei due leoni poste alla base, verso la metà della salita, sullo spiazzo erboso tra la Cordonata stessa e la scalinata dell'Aracoeli, si trova la statua di Cola di Rienzo; in cima si trovano le statue dei dioscuri Castore e Polluce, provenienti da un tempio dei Dioscuri nel Circo Flaminio, due trofei di armi marmorei provenienti dal ninfeo di Alessandro di Piazza Vittorio, detti Trofei di Mario, e la colonna miliaria originale del primo miglio della Via Appia.
Il Palazzo Senatorio è oggi la sede del comune di Roma, mentre i Musei Capitolini, aperti nel 1734 (è il museo pubblico più antico del mondo) sono ospitati negli altri due palazzi, congiunti anche dalla Galleria Lapidaria.